# Listă de companii feroviare europene

### Companiiferoviareeuropene de călători
| Acronim    | Denumire completă                                   |                                                       | Țara                |
| ---------- | --------------------------------------------------- | ----------------------------------------------------- | ------------------- |
| ATOC       | Association of Train Operating Companies            | Regatul Unit al Marii Britanii și al Irlandei de Nord | Regatul Unit        |
| BCh        | Беларуская Чыгунка                                  | Belarus                                               | Belarus             |
| BDZ        | Български държавни железници                        | Bulgaria                                              | Bulgaria            |
| BLS        | BLS Lötschbergbahn                                  | Elveția                                               | Elveția             |
| ČD         | České dráhy                                         | Cehia                                                 | Republica Cehă      |
| CFL        | Chemins de Fer Luxembourgeois                       | Luxemburg                                             | Luxemburg           |
| CFM        | Calea Ferată din Moldova                            | Republica Moldova                                     | Republica Moldova   |
| CFR        | Căile Ferate Române                                 | România                                               | România             |
| CP         | Caminhos de Ferro Portugueses                       | Portugalia                                            | Portugalia          |
| DB         | Deutsche Bahn                                       | Germania                                              | Germania            |
| DSB        | Danske Statsbaner                                   | Danemarca                                             | Danemarca           |
| FS         | Trenitalia                                          | Italia                                                | Italia              |
| GySEV      | Győr–Sopron–Ebenfurti Vasút Rt.                     | Austria                                               | Austria             |
| GySEV      | Győr–Sopron–Ebenfurti Vasút Rt.                     | Ungaria                                               | Ungaria             |
| HŽ         | Hrvatske Željeznice                                 | Croația                                               | Croația             |
| IÉ         | Iarnród Éireann                                     | Republica Irlanda                                     | Republica Irlanda   |
| JŽ         | Srpske železnice                                    | Serbia                                                | Serbia              |
| MÁV        | Magyar Államvasutak                                 | Ungaria                                               | Ungaria             |
| MŽ         | Македонски железници                                | Macedonia de Nord                                     | Republica Macedonia |
| NIR        | Northern Ireland Railways                           | Irlanda de Nord                                       | Irlanda de Nord     |
| NS         | Nederlandse Spoorwegen                              | Țările de Jos                                         | Olanda              |
| NSB        | Norge Statsbaner                                    | Norvegia                                              | Norvegia            |
| OSE        | Οργανισμός Σιδηροδρόμων Ελλάδος                     | Grecia                                                | Grecia              |
| ÖBB        | Österreichische Bundesbahnen                        | Austria                                               | Austria             |
| PKP        | Polskie Koleje Państwowe                            | Polonia                                               | Polonia             |
| Regiotrans | Regiotrans                                          | România                                               | România             |
| RENFE      | Red Nacional de Ferrocarriles Españoles             | Spania                                                | Spania              |
| RZhD       | Российские железные дороги                          | Rusia                                                 | Rusia               |
| SBB        | Schweizerische Bundesbahnen                         | Elveția                                               | Elveția             |
| CFF (*)    | Chemins de Fer Fédéraux Suisses                     | Elveția                                               | Elveția             |
| FFS (*)    | Ferrovie Federali Svizzere                          | Elveția                                               | Elveția             |
| Servtrans  | Servtrans                                           | România                                               | România             |
| SJ         | Sverige Statsbanor                                  | Suedia                                                | Suedia              |
| SNCB       | Société nationale des chemins de fer belges         | Belgia                                                | Belgia              |
| NMBS (*)   | Nationale Maatschappij der Belgische Spoorwegen     | Belgia                                                | Belgia              |
| SNCF       | Société nationale des chemins de fer français       | Franța                                                | Franța              |
| SŽ         | Slovenske železnice                                 | Slovenia                                              | Slovenia            |
| TCDD       | Türkiye Cumhuriyeti Devlet Demiryolları             | Turcia                                                | Turcia              |
| TGOJ       | Trafikaktiebolaget Grängesberg-Oxelösunds Järnvägar |                                                       | Europa              |
| VR         | VR-Yhtymä                                           | Finlanda                                              | Finlanda            |
| UZ         | Укрзалізниця                                        | Ucraina                                               | Ucraina             |
| ŽSR        | Železnice Slovenskej republiky                      | Slovacia                                              | Slovacia            |